# Verband der Zootierärzte
Der Verband der Zootierärzte entstand 2016 aus der 1981 gegründeten „Arbeitstagung der Zootierärzte des deutschsprachigen Raumes“. Schwerpunkt des Verbands ist die Medizin von Zootieren. Der Sitz des Verbands ist in Liebefeld im Kanton Bern. Vorstandsvorsitzender ist der Direktor des Tierparks Görlitz Sven Hammer.